# Zadní Chodov
Zadní Chodov är en ort i Tjeckien.   Den ligger i regionen Plzeň, i den västra delen av landet, 130 km väster om huvudstaden Prag. Zadní Chodov ligger 519 meter över havet och antalet invånare är 278.
Terrängen runt Zadní Chodov är platt söderut, men norrut är den kuperad. Zadní Chodov ligger nere i en dal. Runt Zadní Chodov är det ganska tätbefolkat, med 86 invånare per kvadratkilometer. Närmaste större samhälle är Mariánské Lázně, 8,9 km norr om Zadní Chodov. Omgivningarna runt Zadní Chodov är en mosaik av jordbruksmark och naturlig växtlighet.